# Prodecatomoidea bekiliensis
Prodecatomoidea bekiliensis är en stekelart som beskrevs av Jean Risbec 1952. Prodecatomoidea bekiliensis ingår i släktet Prodecatomoidea och familjen kragglanssteklar.
Artens utbredningsområde är Madagaskar. Inga underarter finns listade i Catalogue of Life.